# Gromphadorhina
Gromphadorhina es un género de cucarachas de la familia Blaberidae, categorizado en la tribu Gromphadorhini. Fue descrito por Brunner von Wattenwyl en 1865.

## Especies
- Gromphadorhina grandidieri Kirby, 1904
- Gromphadorhina oblongonota van Herrewege, 1973
- Gromphadorhina picea van Herrewege, 1973
- Gromphadorhina portentosa (Schaum, 1853)